# Apis
Az Apis a rovarok (Insecta) osztályába a hártyásszárnyúak (Hymenoptera) rendjébe, és a méhfélék (Apidae) családjában tartozó nem.

## Rendszerezés
A nembe az alábbi alnemek és fajok tartoznak (Ruttner, 1992 nyomán, a felfedezőjével és a felfedezés időpontjával):
- Apis
  - indiai méh (Apis cerana) – Fabricius, 1793
  - vörös méh (Apis koschevnikovi) – v. Buttel-Reepen, 1906
  - nyugati mézelő méh – házi méh (Apis mellifera) – Linnaeus, 1758
  - indonéziai méh (Apis nigrocincta)
- Megapis
  - óriás méh (Apis dorsata) – Fabricius, 1798
- Micrapis
  - bokorlakó méh (Apis andreniformis) – F. Smith, 1858
  - törpe méh (Apis florea) – Fabricius, 1787
- bizonytalan helyzetűek a nemen belül:
  - himalájai méh (Apis laboriosa) – F. Smith, 1971
  - borneói méh (Apis nuluensis) – Tingek, Koeniger, 1996

Elterjedtség
Apis andreniformis
Apis cerana
Apis dorsata
Apis florea
Apis koschevnikovi
Apis nigrocincta
Apis mellifera

## Fordítás
- Ez a szócikk részben vagy egészben  a   Honigbienen című német Wikipédia-szócikk fordításán alapul.  Az eredeti cikk szerkesztőit annak laptörténete sorolja fel. Ez a jelzés csupán a megfogalmazás eredetét és a szerzői jogokat jelzi, nem szolgál a cikkben szereplő információk forrásmegjelöléseként.